# Chen Aisen
 (janvier 2021).
Si vous disposez d'ouvrages ou d'articles de référence ou si vous connaissez des sites web de qualité traitant du thème abordé ici, merci de compléter l'article en donnant les références utiles à sa vérifiabilité et en les liant à la section « Notes et références ».
Chen Aisen, né le 22 octobre 1995 à Canton, est un plongeur chinois. Il remporte la médaille d'or des Championnats d'Asie en 2014 sur la plateforme synchronisée de 10 m et celle d'argent lors des World Series FINA en 2013.

## Biographie
Aux Jeux olympiques d'été de 2016, Chen et Lin ont remporté la médaille d'or au 10 m synchro avec une note globale de 496,98. Il a également remporté la médaille d'or dans l'épreuve de plate-forme de 10 m avec un score de 585,30. Sa victoire marque la première fois que la Chine remporte la médaille d'or olympique sur la plate-forme masculine de 10 m depuis les Jeux olympiques d'été de 2004 à Athènes. Plus tard cette année-là, la FINA a nommé Chen plongeur masculin de l'année.